# Ilmor
Ilmor is een Brits merk van motoren voor race-auto's en wegrace-motorfietsen en eigendom van de Amerikaanse Penske Corporation.
Het bedrijf Ilmor is actief als constructeur van motoren voor raceauto's en werd met name bekend uit de Formule 1. Ilmor was ook de constructeur van de Mercedes-motoren die door het McLaren Formule 1-team werden gebruikt. 

## Geschiedenis

### Motorconstructie
Eigenaren en naamgevers van het bedrijf waren aanvankelijk Mario Illien en Paul Morgan. Na het overlijden van Morgan in 2001 zette Mario Illien het bedrijf voort. 
Illien en Morgan waren in dienst van motorenfabrikant Cosworth. In 1983 gingen ze zelfstandig motoren bouwen voor het Amerikaanse CART-team van Roger Penske.  Ze vestigden hun bedrijf in Brixworth. De eerste motor was gereed in 1985. 
In 1989 ging men motoren produceren voor Formule 1-auto's. Deze werden aanvankelijk gebruikt door wat kleinere teams, zoals Leyton House Racing in 1991 en March en Tyrrell in 1992. In 1992 kreeg men van Mercedes de opdracht een motor te ontwerpen voor het Sauber-team, waarbij de naam Sauber gebruikt ging worden. Een jaar later besloot Mercedes onder eigen naam de Ilmor-motoren te gaan voeren, waarvoor het nodig was de Chevrolet-aandelen in Ilmor te kopen. Er werden ook Mercedes-motoren voor de CART-series gemaakt. 
In 1995 vertrok Mercedes bij Sauber en ging samenwerken met McLaren. Deze samenwerking duurde tot en met 2006.

### Motorfietsen
Eind 2006 trad het bedrijf toe tot de motorfiets-constructeurs toen men deelnam aan de MotoGP-klasse van het wereldkampioenschap wegrace en Estoril (Portugal). Voor het seizoen 2007 zouden er nieuwe motoren in deze klasse moeten komen, omdat de maximale cilinderinhoud werd teruggebracht van 990 tot 800 cc. Als voorbereiding hierop verscheen Ilmor al aan het einde van het seizoen 2006 met een motorfiets met deze cilinderinhoud. Men was voornemens voor het seizoen 2007 7 motorfietsen te produceren en een eigen team met twee motoren in te zetten.
Het leven van het team was niet van lange duur want na het seizoen in 2007 besloten ze ermee te stoppen vanwege financiële problemen.